# Tashi Dor
Tashi Dor is een schiereiland in het meer Namtso, een zoutmeer in de prefectuur Nagchu in de Tibetaanse Autonome Regio in China. Het gebied rondom Tashi Dor is uitgeroepen tot nationaal park.
Op het schiereiland ligt een klein klooster uit de Tibetaans boeddhistische nyingmaorde dat om een grot heen is gebouwd. Nomadenherders slaan vaak hun kamp op het eiland op. Tussen april en november wordt het eiland bezocht door grote scharen trekvogels, waaronder de Zwarthalskraanvogel die de symboolvogel is van Ladakh. Het meer zelf is een bedevaartsoord en wordt door pelgrims in Tibet omtrokken met een koraritueel.